# Хелина (Арканзас)
Хелина (енгл. Helena) град је у америчкој савезној држави Арканзас.

## Демографија
По попису из 2000. године број становника је 6.323.
| Група             | 2000.         | 2010.    |
| Белци             | 1.921 (30,4%) | 0 (0,0%) |
| Афроамериканци    | 4.295 (67,9%) | 0 (0,0%) |
| Азијати           | 38 (0,6%)     | 0 (0,0%) |
| Хиспаноамериканци | 46 (0,7%)     | 0 (0,0%) |
| Укупно            | 6.323         | 0        |